# Acrotrichis insularis
Acrotrichis insularis é uma espécie de insetos coleópteros polífagos pertencente à família Ptiliidae.
A autoridade científica da espécie é Maklin, tendo sido descrita no ano de 1852.
Trata-se de uma espécie presente no território português.